# Nawruz
L'amir Nawruz o Nowruz (en persa: nrz / nowrz / nowruz: نوروز, “nova llum”; és també el nom del “nou any” persa en l'equinocci de primavera festa de Nowruz) o Nauruz o Nevrouz fou un fill del general mongol Argun Agha, d'origen oirat, que fou administrador civil de Pèrsia sota domini mongol entre 1243 i 1255, abans del període il-kànida. Arghun Agha va morir prop de Tus el 1278 a una edat avançada. Es revoltà una primera vegada el 1289, però després torna al favor del kan i tingué un paper important en la conversió de Ghazan a l'islam. Serví llavors a Ghazan fins al març de 1297. Ghazan cansat de la tutela de Nawruz i sospitant una traïció, va fer matar tots els seus familiars. Nawruz es va refugiar a Herat amb el rei local dels Kart, Fakhr al-Din, que finalment el va entregar a Kutlugh Shah Noyan, general de Ghazan, i fou executat el 13 d'agost de 1297.

## Biografia
A la mort del seu pare Arghun Agha el 1278, Nqwruz va considerar el Khorasan com el seu feu natural.

### Presa del poder i regnat d'Arghun
El 1284, Arghun, fill de l'il-khan Abaka va preparar un complot per enderrocar al kan Ahmad Tegüder al qual els mongols retreien la seva conversió a l'islam i la intolerància de la qual feia prova. Es va planejar un assassinat en el curs d'un banquet previst el 18 de gener de 1274, però el complot fou revelat per un dels conjurats. Tots els còmplices que van reconèixer la seva participació foren executats en la setmana següent. Arghun reuní els seus exèrcits del Mazanderan i del Khorasan i en la seva marxa cap a l'oest, va saber a la regió de Damavand que l'adversari estava en ruta, havia passat per Qazvín i havia saquejat la regió de Ray. Arghun demanà a Nawruz el seu suport. Les dues avantguardes es van trobar entre Rayy i Qazvín i van lliurar batalla el 4 de maig, més enllà de Qazvín. Arghun es va haver de replegar vençut per un exèrcit més nombrós que el seu. Durant la seva retirada el va anar a trobar un general al servei d'Ahmad Tegüder que li va dir que els exèrcits no tenien l'ordre de combatre'l sinó de convidar-lo a anar a trobar l'il-khan. Arghun per guanyar temps va enviar al general Kutlugh Shah com a emissari. Ahmad Tegüder renovà la seva oferta de negociació. Arghun va continuar el camí cap a l'est per anar a trobar pasturatges per als seus cavalls i va arribar a Tus, al Khorasan, on es va refugiar en una fortalesa parcialment arruïnada. Fou finalment obligat a fer una submissió humiliant. L'il-khan no el va voler executar i el va posar sota custòdia del general Alinak, però un oficial dissident de nom Buka (Buqa) un dia va matar Alinak i a tots els que custodiaven al príncep i el va alliberar; llavors l'autoritat d'Ahmad va trontollar i es van produir nombroses desercions, i l'il-khan fou detingut quan fugia cap al Caucas i fou executat el 10 d'agost. L'endemà Arghun era proclamat kan (11 d'agost de 1284).
Una vegada al poder Arghun va distribuir els càrrecs de governador a aquells que l'havien sostingut durant el seu afrontament amb Ahmad Tegüder. El seu fill Ghazan rebé el Mazanderan, la província de Rayy i l i
 el Khorasan, i Nawruz, fou el seu comandant general o cap militar principal. Nawruz va restar fidel a Ghazan però temia patir la mateixa sort que els que havien sostingut Ahmad Tegüder perquè era musulmà com ho era el precedent il-khan. Sota el pretext de passar a revista les seves tropes i de mantenir-les llestes per mobilitzar-les a l'arribada de l'enemic, del qual s'anunciava un atac pel costat del Djihoun o Jihoun, va deixar a la seva família amb Ghazan a Merv. A la primavera 1289, Ghazan estava als prats als voltants de Sarakhs. Nawruz multiplicà els pretexts per no anar a reunir-se amb el seu senyor, que va començar a sospitar. Al mateix temps la família demanà a Ghazan el permís per anar a la cerimònia d'un matrimoni. Ghazan marxà a Tus i va enviar a un dels seus oficials a ordenar Nawruz de reunir-se amb ell a la vora del riu Keshef Rud. Nawruz va fer torturar al missatger de Ghazan però no en va poder treure res. No l'executà a petició de la seva esposa, però el va empresonar i va sortir tot seguit en campanya. Sorprengué el campament dels generals de Ghazan sobre les ribes del Keshef Rud. Les tropes de Nawruz carregaren. Tres generals foren fets presoners. Ghazan estava una mica allunyat i va tenir temps d'allunyar-se i passar al Mazanderan. Ghazan arriba en el Mazanderan cinc dies més tard i prengué el comandament de les tropes de la província. Va fer executar a tots aquells dels que va sospitar ser còmplices de Nawruz. L'il-khan Arghun envià tropes de reforç manades per Baydu (o Baidu), però Ghazan va sortir sol a la trobada de Nawruz. Les tropes que l'acompanyaven finalment van desistir i Ghazan es va haver de replegar i esperar els exèrcits enviats pel seu pare. Nawruz temia la batalla i fou perseguit per Ghazan de Jam a Herat i després a Sabzevar. Ghazan acabà la persecució durant l'estiu i passà l'hivern següent prop de Nixapur. Durant l'estiu del 1290, la manca de subministraments va obligar a Ghazan a reenviar a Baydu amb les seves tropes. Nawruz per la seva banda, aconseguí reunir un exèrcit de més de 30.000 homes a la regió del Amudarià i de Sheberghan i va escampar el terror al Khorasan. Ghazan estava a Tus però davant el seu adversari, ara més fort que ell, es va replegar cap a Bastam. Nawruz no el va perseguir fins aquest lloc.

### Regnat de Ghaykhatu
Arghun va morir el 7 de març de 1291. El va succeir Ghaykhatu amb l'oposició de Baydu i de Ghazan. Baydu va refusar la proposta que se li va fer d'assolir el poder (la successió havia d'anar a un fill, o bé a un germà del difunt segons la yassa -la llei / el codi- mongola). Baydu va enviar a Ghaykhatu el seu acte de submissió. Un cert nombre dels que havien donar suport a la candidatura de Baydu, el van abandonar decebuts i inquiets, doncs podien temer la venjança de Haykhatu per haver preferit a Baydu. Amir Coban fou dels que van donar suport a Ghaykhatu. El diumenge 22 de juliol de 1291 es va celebrar l'entronització del nou il-khan Ghaykhatu.
Ghazan que havia hagut d'evacuar el Khorasan, va saber la mort del seu pare Arghun a Semnan. Quan Ghaykhatu fou proclamat li va enviar un oficial per exposar-li el mal estat de l'exèrcit i la trista situació del Khorasan. Rebé reforços i pogué tornar al Khorasan a la primavera 1292. Va anar a Herat i no va trobar més que regions devastades per Nawruz. A la primavera 1293, deixà l'exèrcit del Khorasan sota els ordres de Kutlugh Shah Noyan i va marxar cap a la cort de l'il-khan Ghaykhatu malgrat l'ordre formal que tenia de quedar-se al seu lloc. Arribat a Tabriz, se li reiterà l'ordre de quedar-se al Khorasan i va haver de tornar. En el camí de la tornada va saber que Kutlugh Shah acabava d'obtenir una victòria sobre l'amir Nawruz, que s'havia refugiat a les muntanyes al nord de Nixapur.
Nawruz seguia no obstant revoltat, però va haver d'enfrontar un nou adversari, Baydu, que havia tornar amb noves tropes, al que va intentar expulsar més enllà de l'Amudarià (Oxus o en àrab Jihoun. Fracassà en aquesta empresa i s'hagué de tancar a Herat. D'allà marxà per atacar Nixapur però fou traït per un dels seus lloctinents i llavors, sota els consells de la seva esposa, va decidir demanar la clemència de Ghazan. Al final de l'any 1294, Nawruz va fer la seva petició de clemència prometent fidelitat completa a Ghazan. Aquest últim atorga el seu perdó i es dirigí cap a Merv per trobar-hi a Nawruz.
El juny de 1294, Baydu estava a la cort. Ghaykhatou, ebri, provocà un incident que ofengué vivament Baydu. Aquest darrer, de tornada als seus quarters d'hivern a Daquq, reuní al seu voltant diversos generals acantonats a la regió de Bagdad. Aquestos generals estavan molestos pel mal comportament de Ghaykhatu. La insurrecció contra el kan es va organitzar i prengué amplitud. El 12 de març de 1295, Baydu es posà en marxa cap a Tabriz amb el projecte d'enderrocar Ghaykhatu. L'il-khan fou arrestat i escanyat amb la corda del seu arc el 23 d'abril de 1295. Els seus familiars foren assassinats el 6 de maig següent.

### Regnat de Baydu
Després de l'execució de Ghaykhatu, aquells que se li van restar fidels foren executats per Baydu, que fou entronitzat en el transcurs del mes d'abril de 1295 a Hamadan. Quan Ghazan s'assabentà de la revolució que havia posat a Baydu al tron es va afligir i va decidir actuar. Ghazan va avançar cap a l'Azerbaidjan i es va aturar entre Rayy i Qazvín per tenir un consell amb els seus oficials. Nawruz, ara al seu servei, va convèncer Ghazan que els que havien posat a Baydu al tron, havien actuau principalment per por a la venjança de Gaykhatu per la mort d'Arghun. Nawruz va animar a Ghazan a continuar la seva marxa. Baydu inquiet prengué la decisió d'anar a trobar a Ghazan. El dijous 19 de maig de 1295, els dos exèrcits es trobaren a l'oest del Sefid Rud. En el sequici de Ghazan hi havia Nawruz i Kutlugh Shah; aquest darrer va carregar amb l'ala dreta sense esperar ordes i un dels generals de Baydu va morir durant aquesta càrrega. Un emissari de Baydu va sortir llavors dels per prosternar-se davant Ghazan i fer-li una proposició de repartiment del poder. Nawruz volia la guerra contra el seu antic adversari però Ghazan preferí la negociació. L'endemà, Baydu fou reconegut com a kan i aquest al seu torn va prometre reconèixer a Ghazan. Al vespre, cadascun tornà al seu campament. Posteriors temptatives de trobada avortaren, i Ghazan preferí allunyar-se fins al peu del Damavand. El 19 de juny de 1295, Ghazan es va convertir a l'islam sota consell de Nawruz que li assegurava que això li donaria més suport. Després de ser purificat per un bany i vestit amb roba nova, repetí moltes vegades la fórmula de la professió de fe musulmana. Els seus soldats i els seus oficials seguiren llur exemple el mateix dia.
L'agost, Ghazan rebé un missatge secret de diversos generals de Baydu entre els quals Amir Coban, que li asseguraven el seu suport. Nawruz marxà per dacant amb quatre mil homes fent de manera que el seu moviment es mantingués en secret fins que va arribar a la riba del Sefid Rud. A la fi de setembre, un general de la seva guàrdia va advertir a Baydu que Nawruz s'havia acostat i el kan va ordenar posar-se en marxa en disposició de combat, però llavors els generals aprofitaren la nit per canviar de bàndol amb una gran part de la tropa. Baydu, abandonat per la majoria, va fugir cap a Marand. En el transcurs de la persecució que va seguir, molts desertors del camp de Baydu es van unir a Ghazan i van reforçar el seu exèrcit. Arribat a Marand, Ghazan es va aturar i va esperar l'arribada de Nawruz i Kutlugh Shah, que van seguir la persecució cap a l'Araxes al darrere de Baydu. El fugitiu fou agafat per Nawruz prop de Nakhtxivan i va demanar ser conduït davant a Ghazan, però aquest va enviar l'ordre d'executar-lo. El 5 d'octubre, després d'un festí, Baydu fou executat prop de Maragha.

### Regnat de Ghazan
Gazan va fer executar alguns altres dignataris. Nawruz i Kutlugh Shah tornaren de la seva expedició el 12 d'octubre. Els presoners que portaven foren llavors també executats el día 15 d'octubre malgrat les demandes d'intercessió, per insistència de Nawruz que tenia una venjança a liquidar contra alguns d'ells. A la tardor Ghazan marxà a la seva residència d'hivern a Muğan. Newruz rebé tots els honors i imposà la seva voluntat d'islamitzar l'estat: va fer canviar els encapçalaments dels missatges per posar-hi la fórmula ritual en nom de Déu, la forma del segell reial de quadrat va passar a circular, i les monedes portaren en endavant la fórmula de la xahada. El diumenge 3 de novembre de 1295, Ghazan fou oficialment entronitzat il-khan i prengué el nom de sultà Mahmud.
El desembre de 1296, el Khorasan, desguarnit de les seves tropes, estava amenaçat altre cop des de la Transoxiana. Nawruz fou encarregat de la missió d'anar al Khorasan a defensar-lo. A l'arribada de Nawruz, els exèrcits que acabaven de'assolar el Khorasan i el Mazanderan es van replegar més enllà del Amudarià. Mentre Ghazan va establir la seva cort a Bagdad. El 10 de març de 1297 Ghazan va anar a Hamadan. Abans del triomf del kan el 1295, Nawruz havia escrit al sultà mameluc demanant el seu suport, en nom de la religió, contra Baydu, príncep pagà. Però la resposta del sultà mameluc va arribar quan Ghazan ja era al tron (1297) i els enemics de Nawruz van fer córrer el rumor que estava aliat amb l'enemic mameluc. Ghazan, en còlera, va fer matar tots els parents de Nawruz i va enviar a Kutlugh Shah al Khorasan per arrestar-lo. Kutlugh va arribar a Damawand; els generals posats a Rayy ja havien estat executats. Nawruz va sortir de Nixapur per atacar l'avantguarda de Kutlugh, però tot i disposar de forces superiors en nombre fou derrotat. Els seus dos fills foren fets presoners i executats. Quan Nawruz es va acostar a Herat, el sobirà kart de la regió, Fakhr al-Din, el va acollir. Nawruz va entrar a Herat amb 400 homes i en companyia de Fakhr al-Din es va establir a la ciutadella. Poc després arribava Kutlugh que va assetjar la ciutat; Herat, ben fortificada, va resistir. Kutkugh va escriure una carta al gran muftí de Djam (Jam), sogre de Fakhr al-Din, en el qual amenaçava de destruir Herat si no entregava a Nawruz; Ghazan va fer enviar una còpia de la carta al mateix Nawruz per sembrar el dubte sobre si podia tenir confiança amb Fakhr al-Din; aquest, efectivament, pensant que tard o d'hora la ciutat seria conquerida i considerant que Nawruz havia violat el jurament de no aixecar mai les armes contra Ghazan, va decidir l'entrega del seu aliat. Fakhr al-Din va avisar Kutlugh Shah que havia arrestat Nawruz i li va demanar que a canvi de la seva entrega, obtingués la seguretat que ell mateix seria perdonat per Ghazan. Ja en mans de Kutlugh, Nawruz fou interrogat però no va voler respondre i finalment fou tirat a terra i tallat en dues parts per la meitat. El seu cap fou enviat a Ghazan a Bagdad. Kutlugh Shah va aixecar el camp i va tornar a l'Iraq.